# Dwyer Arena
Le Dwyer Arena est un aréna américain se trouvant à Lewiston dans l'État de New York aux États-Unis. Le plus grand évènement s'y trouvant est le championnat du monde junior de hockey sur glace 2011 en partage avec le HSBC Arena de Buffalo. Il abrite les Purple Eagles de Niagara masculin et féminin.

## Histoire
L'aréna est financé par Bob et Connie Dwyer, d'où le nom de l'aréna, des diplômés de l'université de Niagara en 1965, qui donnèrent chacun 3 millions de dollars pour la construction de l'amphithéâtre. En 2002, 2008 et 2010, il a accueilli un tournoi du College Hockey America masculin. En 2008, 2009 et 2010, il est l'hôte du camp d'été des Sabres de Buffalo de la LNH. En 2010-2011, une partie du championnat du monde junior de hockey sur glace 2011 y est joué.

## Événements
- Tournoi du College Hockey America (2002, 2008 et 2010)
- Camps d'été des Sabres de Buffalo (2008, 2009 et 2010)
- Championnat du monde junior de hockey sur glace 2011